# Taschlbach
Taschlbach är ett vattendrag i Österrike.   Det ligger i förbundslandet Niederösterreich, i den nordöstra delen av landet, 40 km norr om huvudstaden Wien.
Trakten runt Taschlbach består till största delen av jordbruksmark. Runt Taschlbach är det ganska tätbefolkat, med 56 invånare per kvadratkilometer.